# كأس الاتحاد الإنجليزي 1950–51
كأس الاتحاد الإنجليزي 1950–51 (بالإنجليزية: 1950–51 FA Cup)‏ هو الموسم 70 من  كأس الاتحاد الإنجليزي. أقيم خلال الفترة 2 سبتمبر 1950 وحتى 28 أبريل 1951، والذي يشرف على تنظيمه الاتحاد الإنجليزي لكرة القدم، وفاز فيه نيوكاسل يونايتد.